# Powiat oleśnicki
Powiat oleśnicki – powiat w Polsce, położony we wschodniej części województwa dolnośląskiego, w aglomeracji wrocławskiej. Jego siedzibą jest miasto Oleśnica.

## Podział administracyjny
Powiat oleśnicki powstał 1 stycznia 1999 roku wskutek reformy administracyjnej, której jednym z aspektów było wprowadzenie powiatów jako drugiego szczebla administracji, pomiędzy województwami i gminami.
Został stworzony z części województw wrocławskiego (miasto Oleśnica oraz gminy Bierutów, Dobroszyce, Oleśnica i Twardogóra) oraz kaliskiego (gminy Dziadowa Kłoda, Międzybórz i Syców). Terytorium powiatu zostało określone w kształcie zdecydowanie zwiększonym w stosunku do tego, jaki posiadał on przed swoją likwidacją w 1975 roku. W jego skład wszedł obszar „starego” powiatu oleśnickiego oraz sycowskiego; stracił on jednak gminę Długołęka na rzecz powiatu wrocławskiego.
Z powiatem oleśnickim graniczą jednostki:
- powiat ostrowski w województwie wielkopolskim oraz powiat milicki od północy,
- powiaty kępiński i ostrzeszowski w województwie wielkopolskim od wschodu,
- powiat namysłowski w województwie opolskim od południowego wschodu,
- powiat oławski od południowego zachodu,
- powiaty trzebnicki i wrocławski od zachodu.

W skład powiatu wchodzi 8 gmin: 1 miejska, 4 miejsko-wiejskie oraz 3 wiejskie. Na jego terenie położonych jest pięć miast: Bierutów, Międzybórz, Oleśnica, Syców oraz Twardogóra.
| Gmina   | Gmina           | Gmina | Gmina          | Pow. (2025) | Ludność (2024) | Siedziba       |
| TERYT   | Typ             | Nazwa | Nazwa          | Pow. (2025) | Ludność (2024) | Siedziba       |
| ------- | --------------- | ----- | -------------- | ----------- | -------------- | -------------- |
| 0214011 | miejska         |       | Oleśnica       | 20,96       | 34 914         | —              |
| 0214023 | miejsko-wiejska |       | Bierutów       | 146,96      | 9193           | Bierutów       |
| 0214032 | wiejska         |       | Dobroszyce     | 131,97      | 7412           | Dobroszyce     |
| 0214042 | wiejska         |       | Dziadowa Kłoda | 105,35      | 4578           | Dziadowa Kłoda |
| 0214053 | miejsko-wiejska |       | Międzybórz     | 87,75       | 4973           | Międzybórz     |
| 0214062 | wiejska         |       | Oleśnica       | 242,91      | 16 635         | Oleśnica       |
| 0214073 | miejsko-wiejska |       | Syców          | 145,61      | 16 534         | Syców          |
| 0214083 | miejsko-wiejska |       | Twardogóra     | 167,85      | 12 467         | Twardogóra     |

## Pokrycie terenu
Powiat oleśnicki według danych z 2025 roku zajmował powierzchnię 1049,36 km², co stanowiło 5,3% powierzchni województwa dolnośląskiego. Pod względem powierzchni zajął 4. lokatę spośród 26 powiatów w województwie oraz 112. miejsce wśród 314 powiatów Polski. Największą część powierzchni powiatu zajmowały grunty rolne (60,7%) oraz leśne (32,5%). Zabudowanych i zurbanizowanych było 6,1% terenów, zaś pod wodami znajdowało się ich 0,4%.
|  |

## Demografia
Według stanu z 31 grudnia 2024 roku w powiecie oleśnickim zamieszkiwało 106 706 mieszkańców: 54 632 kobiety (51,2% ludności) i 52 074 mężczyzn (48,8%), czyli 3,7% ludności województwa dolnośląskiego. Gęstość zaludnienia w powiecie wyniosła 102 osób na km². Pod względem ludności powiat oleśnicki zajął w 2024 roku 4. miejsce spośród 26 powiatów w województwie oraz 66. lokatę wśród 314 powiatów Polski.
Wskaźnik urbanizacji wyniósł 54,0%; w miastach w tym dniu mieszkało 57 655 osób, zaś na wsi 49 051 osób.
|  |

|  |  |

## Gospodarka
W końcu listopada 2019 liczba zarejestrowanych bezrobotnych w powiecie obejmowała ok. 2 tys. mieszkańców, co stanowi stopę bezrobocia na poziomie 5,2% do aktywnych zawodowo.

## Historia
W okresie pruskim istniał powiat oleśnicki (Landkreis Oels). Według statystycznego opisu Prus z 1837 zawierał 4 miasta, 128 wsi i kolonii oraz liczył w sumie 52 tys. mieszkańców. Źródło podaje również, że na jego terenie mieszkała mieszana ludność polsko-niemiecka: Es wird hier theils deutsch, theils polnisch gesprochen (pol. Mówi się tutaj częściowo po niemiecku, a częściowo po polsku).

## Starostowie oleśniccy
Na podstawie źródła:
- Henryk Bajcar (10 listopada 1998 – 19 czerwca 2000)
- Zbigniew Potyrała (19 czerwca 2000 – 9 grudnia 2014)
- Wojciech Kociński (9 grudnia 2014 – 20 listopada 2018)
- Jan Dżugaj (20 listopada 2018 – 27 sierpnia 2020)
- Sławomir Kapica (27 sierpnia 2020 – 7 maja 2024)[17]
- Wioletta Efinowicz (od 7 maja 2024)[18]

## Zabytki powiatu
W gminie Bierutów:
- kościół pw. św. Katarzyny Aleksandryjskiej z XIV wieku w Bierutowie,
- pozostałości zamku książąt wrocławskich z XIV i XVII wieku w Bierutowie,
- wieża dawnego ratusza z XVII wieku w Bierutowie,
- fragmenty murów miejskich z XIV wieku w Bierutowie,
- neogotycki kościół parafialny pw. świętego Józefa wybudowany w latach 1891–1893 w Bierutowie,
- ruiny dawnego kościoła cmentarnego pw. Św. Trójcy, murowanego z cegły w Bierutowie,
- dawna synagoga w Bierutowie,
- średniowieczny krzyż kamienny o wysokości ponad ziemią 241 cm, rozpiętości ramion 109 cm i grubości 12 cm, znajdujący się 300 m na północ od wsi Kijowice,
- wczesnogotycki kościół pw. Narodzenia NMP wzniesiony prawdopodobnie w drugiej połowie XIII wieku w Stroni

W gminie wiejskiej Oleśnica:
- drewniano-szachulcowy poewangelicki kościół pw. NMP Nieustającej Pomocy w Boguszycach,
- neogotycki pałac z 1850 w Boguszycach osiedle,
- kościół pw. Wniebowzięcia NMP z pierwszej poł. XVIII w. w Brzezince,
- kompleks parkowo-pałacowy z XVIII wieku w Brzezince.